# Kutztown
Kutztown es un borough ubicado en el condado de Berks en el estado estadounidense de Pensilvania. En el año 2000 tenía una población de 5,067 habitantes y una densidad poblacional de 1,232 personas por km².

## Geografía
Kutztown se encuentra ubicado en las coordenadas 40°31′11″N 75°46′31″O / 40.51972, -75.77528.

## Demografía
Según la Oficina del Censo en 2000 los ingresos medios por hogar en la localidad eran de $35,677 y los ingresos medios por familia eran $49,653. Los hombres tenían unos ingresos medios de $33,438 frente a los $28,669 para las mujeres. La renta per cápita para la localidad era de $18,803. Alrededor del 29.4% de la población estaba por debajo del umbral de pobreza.